# Stanisław Słotołowicz
Stanisław Słotołowicz (ur. 1946, zm. 18 września 2018) – polski koszykarz, reprezentant kraju, występujący na pozycji rzucającego obrońcy, multimedalista mistrzostw Polski.
Ukończył studia na Akademii Górniczo-Hutniczej, uzyskując tytuł mgr inż. metalurgii.

## Osiągnięcia
- Mistrz Polski (1964, 1968)
- Wicemistrz Polski (1965, 1966, 1967, 1969, 1971)
- Brązowy medalista mistrzostw Polski (1970)
- Finalista pucharu Polski (1969, 1971)